# Dramathérapie

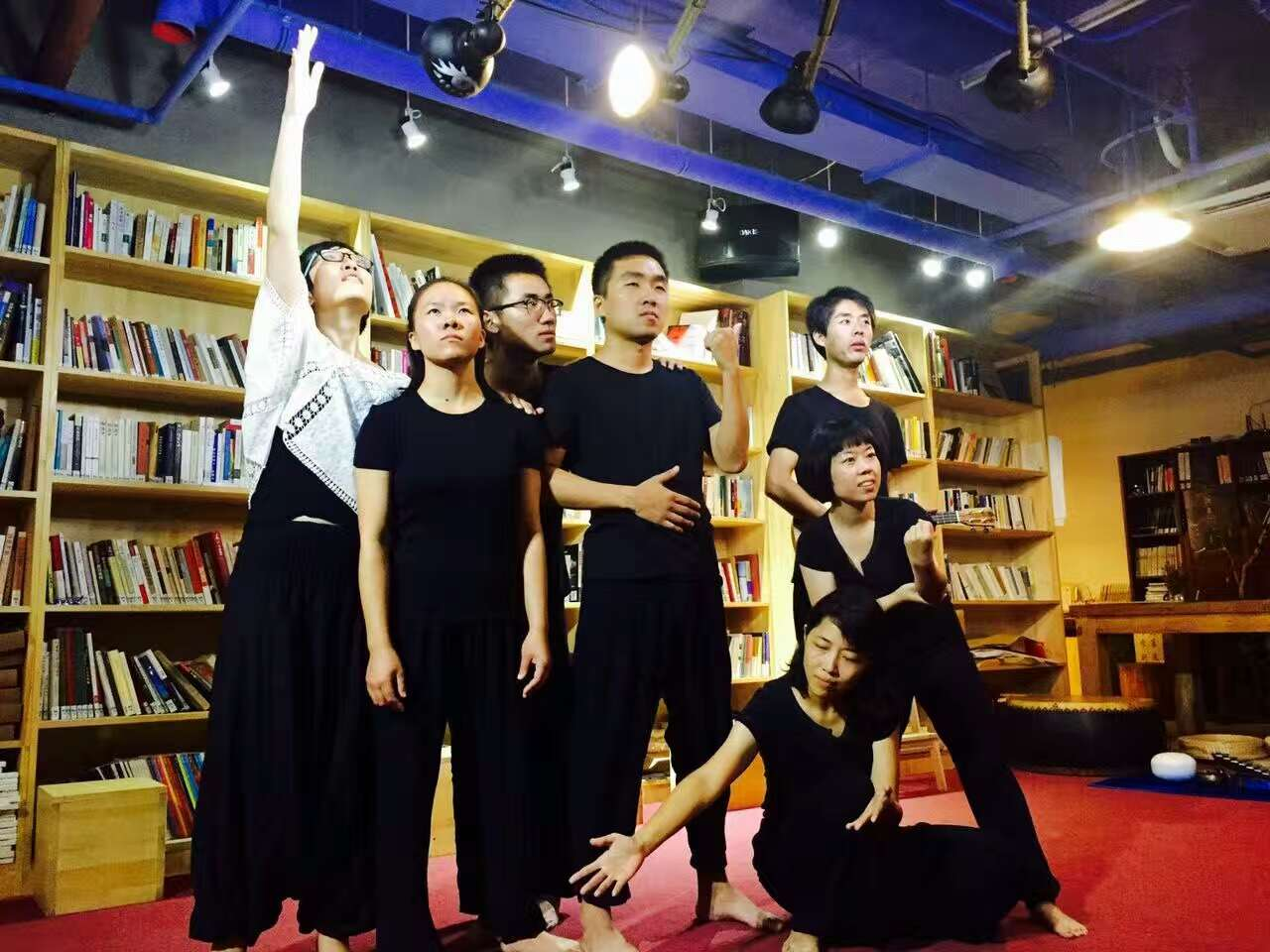
Groupe de personnes pratiquant la dramathérapie.

La dramathérapie est l'utilisation de techniques théâtrales dans le but de faciliter les complexes de la personnalité et de travailler la santé mentale. La dramathérapie est utilisée dans de nombreux endroits, dont des hôpitaux, des écoles, des cliniques, des prisons et des entreprises. La dramathérapie peut être appliquée à tous les individus, couples, familles et autres groupes.

## Histoire
L'utilisation moderne des procédés théâtraux en tant qu'intervention thérapeutique a tout d'abord débuté avec le psychodrame. Le domaine s'étend pour laisser place à de nombreuses d'interventions théâtrales en guise de thérapie incluant jeu de rôle, théâtre, mime, marionnettes et autres techniques d'improvisation. Souvent, la dramathérapie est utilisée pour aider les patients à :
- Résoudre un problème
- Atteindre la catharsis
- Donner une confiance en soi
- Comprendre la signification de certaines images données à soi-même
- Explorer les comportements et interactions interpersonnelles

L'essentiel de la dramathérapie repose dans le drame, le théâtre, la psychologie, la psychothérapie, l'anthropologie, le jeu et dans les procédés récréatifs et interactifs.